# George L. Cobb
George Linus Cobb est un compositeur américain de musique ragtime,  né en 1886 et mort le 25 décembre 1942 à l'âge de 56 ans. Il est connu pour son importante contribution au genre incluant compositions instrumentales et chansons. Il a publié aussi des valses et des marches. L'œuvre de Cobb comporte plus de 200 compositions ; son morceau le plus célèbre est son "Russian Rag" de 1918. 

## Liste des compositions

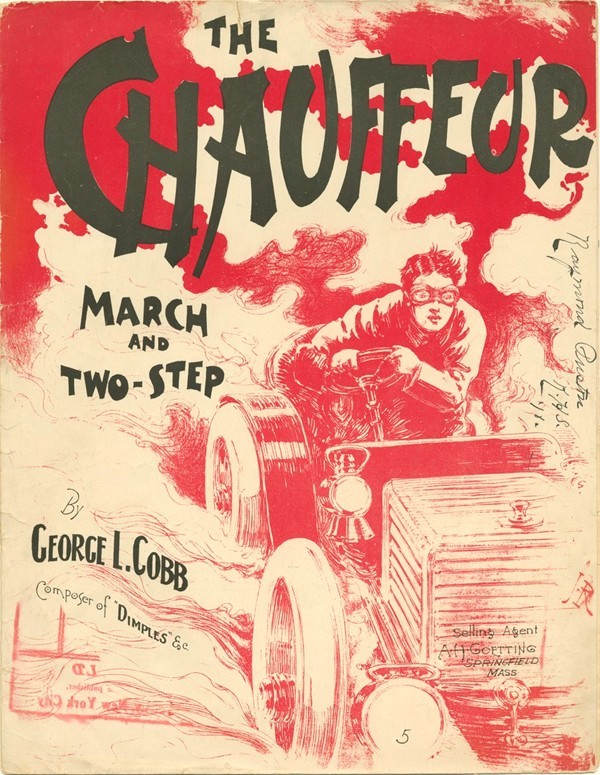
The Chauffeur, (1906)

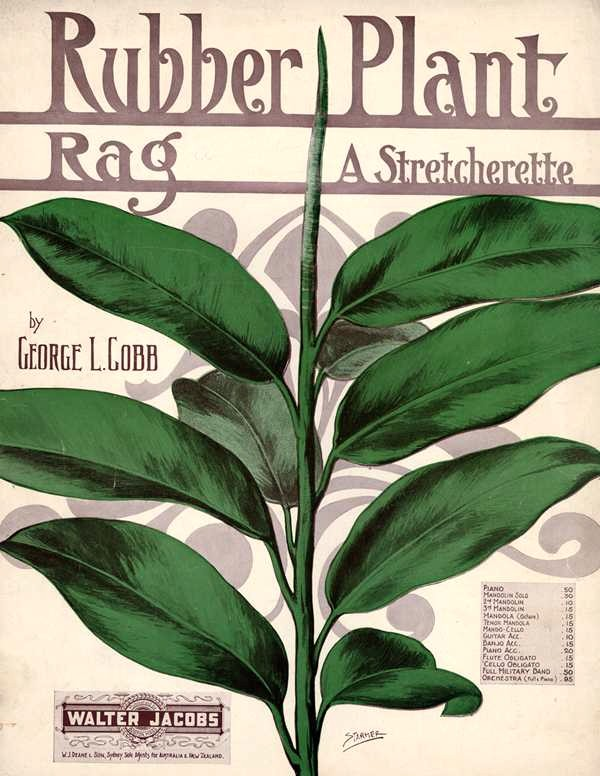
Rubber Plant Rag, (1909)

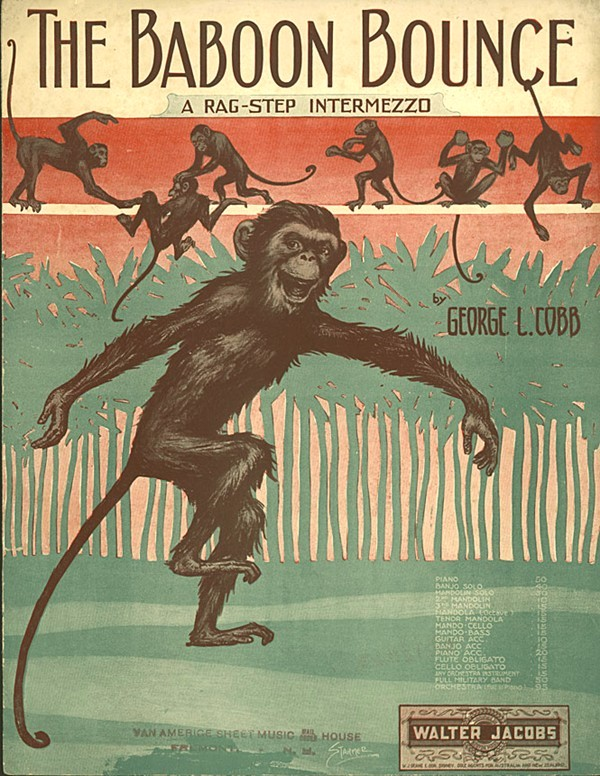
The Baboon Bounce, (1913)

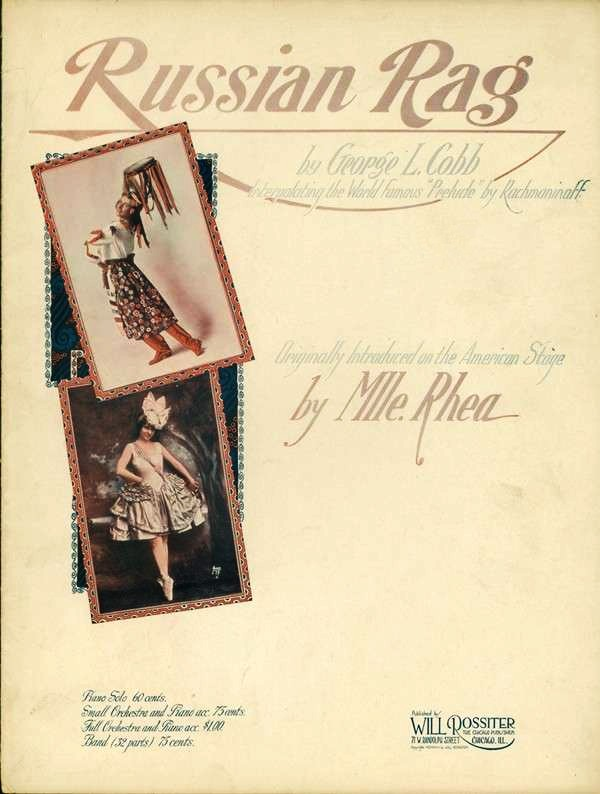
Russian Rag, (1918)

### 1905
- Dimples - Characteristic March and Two-step
- Mr. Yankee - marche et Two-step

### 1906
- Fleetfoot - marche
- Western Life - marche
- The Chauffeur - marche et Two-step

### 1907
- Parade of the Teddy Bears - Characteristic March & Two Step
- Idylia - Novelette Intermezzo

### 1908
- A Happy Group - Barn Dance Schottische

### 1909
- Rubber Plant Rag - A Stretcherette

### 1910
- Aggravation Rag
- Canned Corn Rag
- That Hindu Rag
- The High Brows - March and Two Step

### 1912
- Jolly Dancers Ostende - Latest Ball Room Dance
- Lady Of The Lake
- Stunning Grenadiers - March and Two Step

### 1913
- The Baboon Bounce - A Rag Step Intermezzo
- Bunny Hug Rag - Two Step Turkey Trot
- The Get-A-Way - March and Two Step

### 1914
- After-Glow - A Tone Picture
- Knock Knees - One-step Or Two Step
- On The Q.T. - March and Two Step
- Huskin' Time - A Rural One-Step
- Fleur D'Amour - Hesitation Waltz
- La Parisia - Hesitation Waltz
- Mona Lisa - Valse
- That Tangoing Turk - One-Step or Two Step
- Sing Ling Ting - Chinese One-Step

### 1915
- Rabbit's Foot
- Golden Dawn - A Tone Picture
- White Narcissus - Hesitation Waltz
- Buds and Blossoms - Waltz
- Law And Order - March
- Brass Buttons - March and Two Step
- Three Nymphs - Danse classique
- Barbary - Valse algérienne
- Young April - Novelette
- Just for To-Night[1]

### 1916
- Mazie King Midnight Trot
- Red Rooster
- Good Bye Blues
- Drift Wood - Novelette
- Cheops - Egyptian Intermezzo
- Frangipani - Oriental Fox-Trot
- Georgia Rainbow

### 1917
- Nautical Toddle - Fox Trot
- Blue Sunshine - valse
- Levee Land - One-Step
- Blue Bird - valse
- Some Shape - One Step
- Ladder of Love - valse
- Bone Head Blues
- Hang Over Blues
- avec Thomas S. Allen : You and You Waltz

### 1918
- Cracked Ice Rag
- Calcutta - Oriental Fox Trot
- Say When
- Peter Gink (adaptation de Peer Gynt) - One Step
- Irish Confetti - Fox Trot
- Russian Rag (en)
- Toy Poodles - Novelty One-Step
- Moonbeams - Novelette
- What Next! - Fox-Trot
- Here's How - One Step
- Treat 'Em Rough - One Step
- Opals - valse

### 1919
- Alhambra - Spanish One Step
- Feeding the Kitty - A Ragtime One Step
- Fancies - Novelette
- Hawaiian Sunset - valses
- Memoirs
- Water Wagon Blues
- Javanola - Oriental Fox Trot and One Step
- Stop It! - Fox-Trot

### 1920
- Dust 'em Off - Rag
- Asa's Toddy - One Step
- Bohunkus - Novelty One Step
- Umpah! Umpah! - One Step Oddity
- Peek In

### 1921
- Hop Scotch - Fox Trot
- Wild Oats - One Step
- The Faun (Danse)
- Torrid Dora (Toreador)
- Faun - Danse
- Almond Eyes - Fox Trot
- Asia Minor - Fox Trot
- Across the Hot Sands - March
- Shivaree - One Step
- Squares and Compass - March
- Put and Take - One Step
- Love Lessons - valse

### 1922
- Burglar Blues - Eccentrique Fox Trot
- Ghost Walk - Eccentric Novelty
- Carnival Revels Dance
- Love and Laughter (Pizzicato) - Novelette
- Broken China - An Oriental Novelty
- March of the Walking Dolls
- Potato-bug Parade - An Aroostook Episode

### 1923
- Piano Salad
- Doll Days - Novelette
- Mist of Memory - valse
- High Brows - marche
- The New Russian Rag
- Morning Kisses Waltz
- Slumber Song
- A Night In India - Suite (Twilight in Reverie, The Fakirs, Dance of the Flower Girls,' By the Temple of Siva et March of the Brahman Priests)

### 1924
- The American Broadcast March
- Puddle Ducks - marche grotesque
- Dance of the Satyrs
- Summer Furs (A Syncopated Classic - Scarf Dance Chaminade)
- Cortege of the Cyclops
- avec Irving Crocker et R.E. Hildreth : Mountain Laurel Waltz
- Spooks - Eccentric Novelty

### 1925
- Chromatic Capers
- Dementia Americana - Suite (Static and Code, Hop House Blues, Owl On The Organ et Savannah Sunset)

### 1926
- The Lion Tamer' - Galop
- Old Ironsides - marche
- Patrol Of The Pelicans
- Hero Of The Game - marche
- Power and Glory - marche processionelle

### 1927
- Procrastination Rag
- Piano Sauce
- The Tipster - marche excentrique
- Cubistic Rag

### 1929
- Snuggle Pup